# Neuendeich
Neuendeich (niederdeutsch Neendiek) ist eine Gemeinde im Kreis Pinneberg in Schleswig-Holstein. Neuendeich wurde 1303 erstmals urkundlich erwähnt.

## Geografie und Verkehr
Neuendeich liegt an der Pinnau, einem rechten Nebenfluss der Elbe. Die Gemeinde liegt zum Großteil in der Seestermüher Marsch, ein kleiner Teil liegt in der Haseldorfer Marsch. Oberrecht, Rosengarten, Schadendorf und Schlickburg sowie Binnendiek und Esch liegen im Gemeindegebiet.
Neuendeich ist über die Bundesautobahn 23 von Hamburg nach Elmshorn zu erreichen. Östlich der Gemeinde verläuft auch die Bundesstraße 431 von Wedel über Uetersen nach Elmshorn.

### Nachbargemeinden
Direkt angrenzende Gemeindegebiete von Neuendeich sind:
|             | Seester                                     | Groß Nordende |
| Seestermühe | Kompassrose, die auf Nachbargemeinden zeigt | Uetersen      |
|             | Moorrege                                    |               |

## Politik

### Gemeindevertretung
Bei der Kommunalwahl am 14. Mai 2023 wurden insgesamt neun Sitze vergeben. Von diesen erhielt die CDU fünf Sitze und die SPD erhielt vier Sitze.

### Wappen
Blasonierung: „Durch einen rechtsseitig grün bordierten silbernen Wellenbalken schräglinks geteilt. Oben in Gold die rote Giebelseite eines Bauernhauses mit verbrettertem Giebel, unten in Grün eine silberne Kopfweide.“

## Sehenswürdigkeiten
Über die Pinnau führt die 1887 erbaute Drehbrücke nach Klevendeich. Sie ist die zweitälteste funktionsfähige Drehbrücke Deutschlands und steht als Kulturdenkmal unter Denkmalschutz. Die Brücke verbindet die Haseldorfer Marsch mit der Seestermüher Marsch. Die Mitte der Pinnau bildet die südliche Gemeindegrenze. Die Pinnau und die Uferbereiche sind Teil des europäischen NATURA 2000-Schutzgebietes FFH-Gebiet Schleswig-Holsteinisches Elbästuar und angrenzende Flächen. Fast das ganze Gemeindegebiet ist Teil der beiden Landschaftsschutzgebiete „LSG des Kreises Pinneberg“ und „Pinneberger Elbmarschen“.
Weiter Sehenswürdigkeiten:
- Ehemalige Schule am Pinnaudeich
- Ehemaliges Fährhaus am Pinnaudeich
- Zahlreiche reetgedeckte Bauernhäuser, die typisch für die Marschregion sind
- Kulturgeschichtlicher Radwanderweg durch Neuendeich

Drehbrücke von 1887
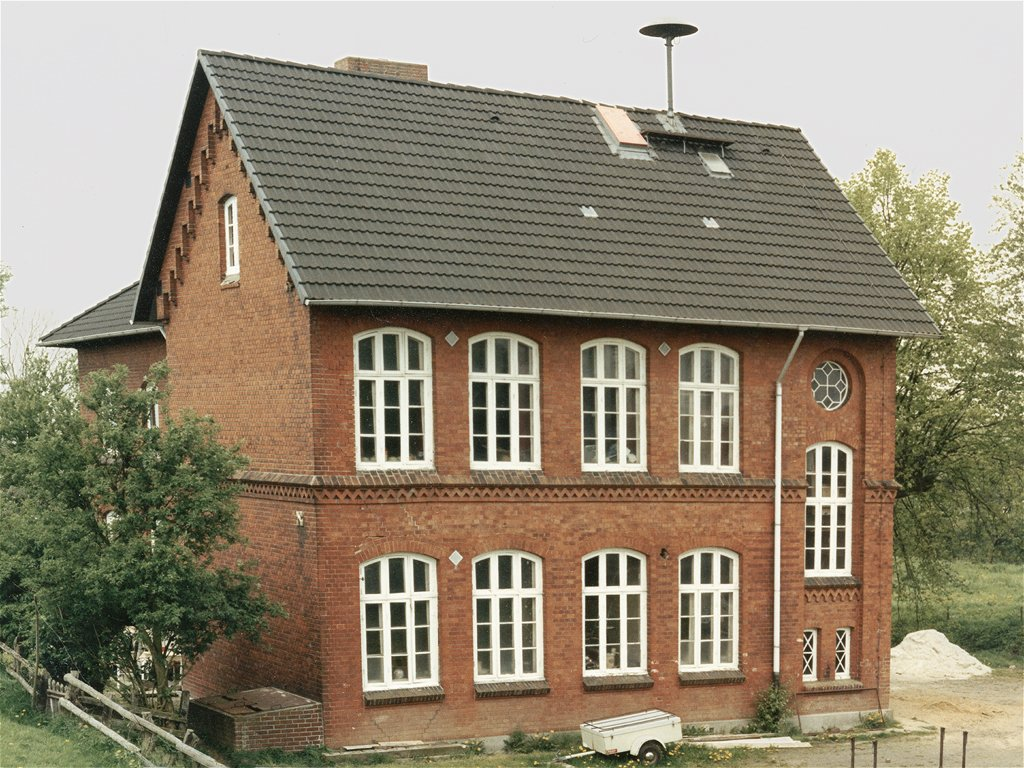
Alte Schule
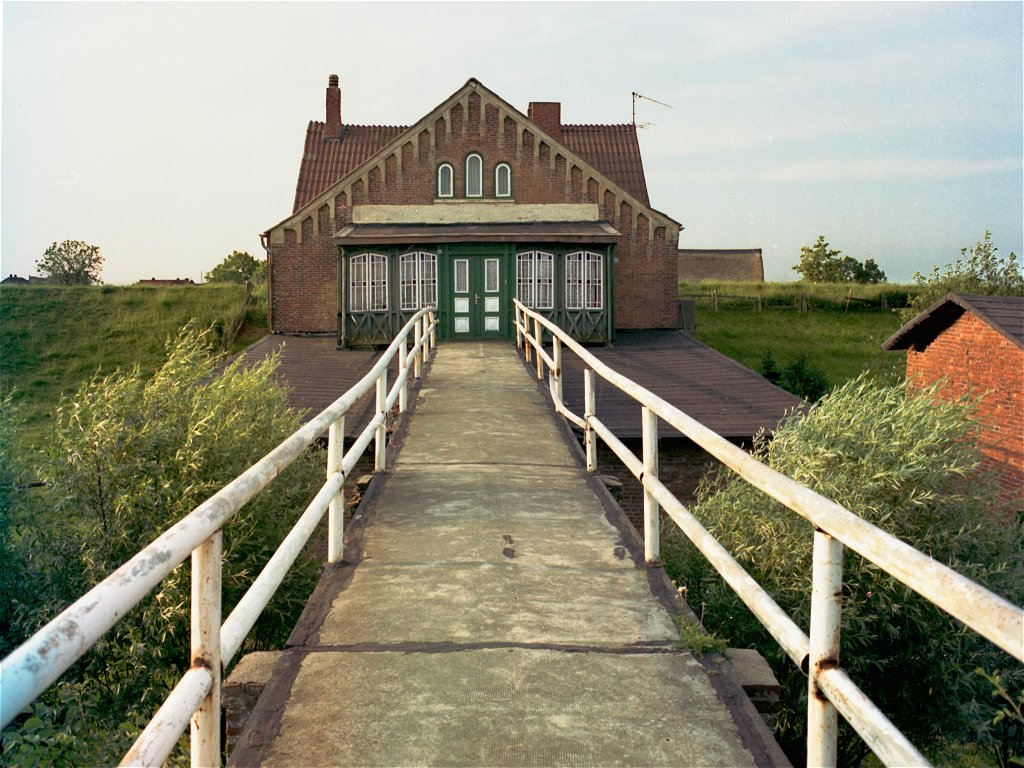
Ehemaliges Fährhaus Zustand 1987
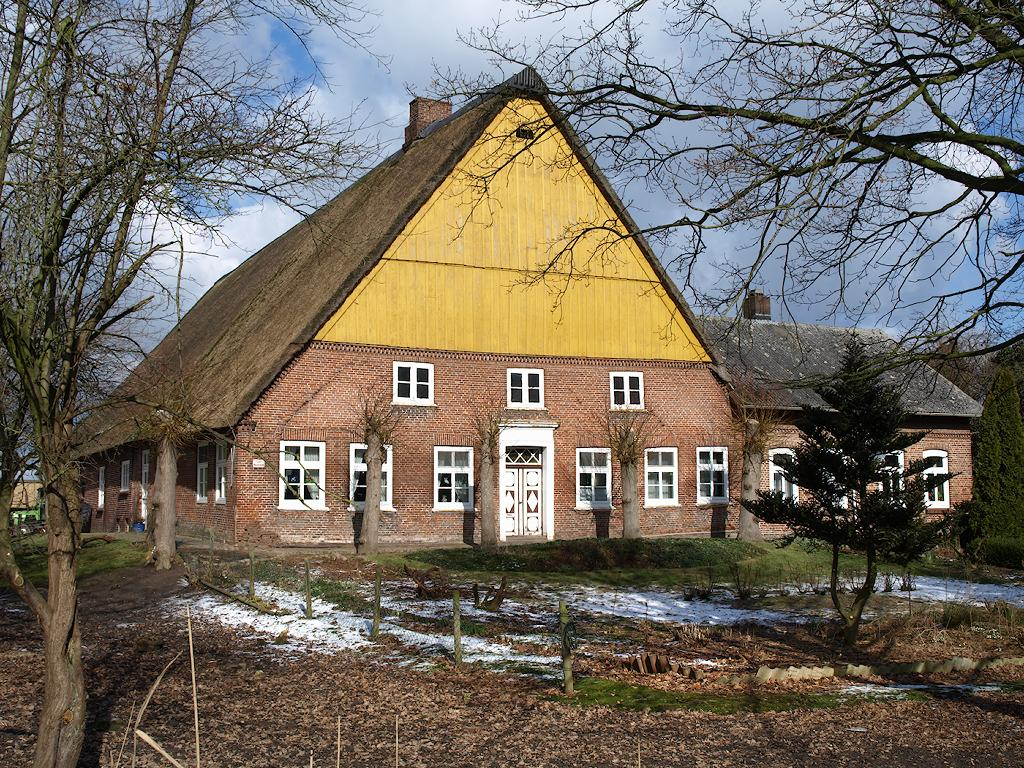
Rosengarten, Bauernhaus
Rosengarten, Bauernhaus
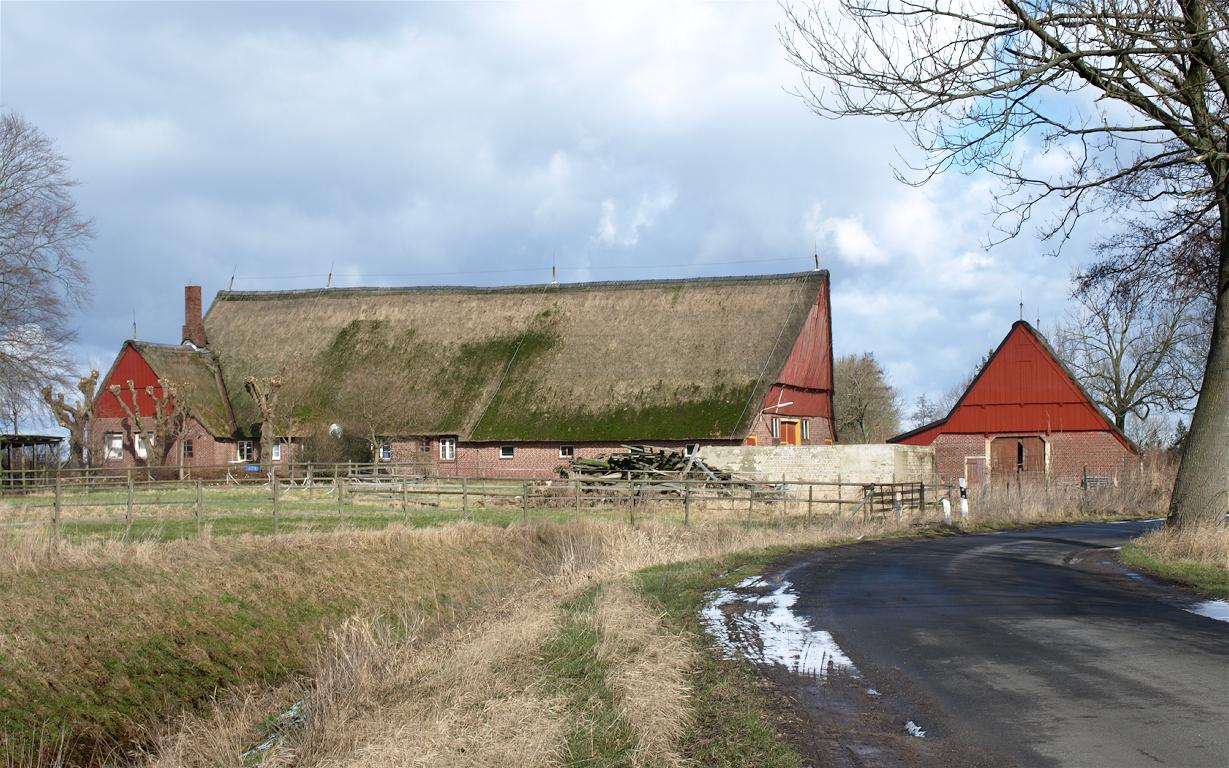
Rosengarten 13, Gehöft

## Belege
1. ↑  Statistikamt Nord – Bevölkerung der Gemeinden in Schleswig-Holstein 4. Quartal 2023 (XLSX-Datei) (Fortschreibung auf Basis des Zensus 2022) (Hilfe dazu).
2. ↑  Schleswig-Holstein-Topographie. Bd. 7: Munkbrarup - Pohnsdorf. Flying-Kiwi-Verl. Junge, Flensburg 2006, ISBN 3-926055-88-X, S. 50 (dnb.de [abgerufen am 21. Juli 2020]).
3. ↑  wahlen-sh.de
4. ↑  Kommunale Wappenrolle Schleswig-Holstein
5. ↑  FFH-Gebiete "Schleswig-Holsteinisches Elbästuar und angrenzende Flächen" in der Gemeinde Neuendeich. In: DigitalerAtlasNord. Landesamt für Vermessung und Geoinformation Schleswig-Holstein, abgerufen am 28. Oktober 2022.
6. ↑  Landschaftsschutzgebiete „LSG des Kreises Pinneberg“ und „Pinneberger Elbmarschen“ in der Gemeinde Neuendeich. In: DigitalerAtlasNord. Landesamt für Vermessung und Geoinformation Schleswig-Holstein, abgerufen am 28. Oktober 2022.